# Theridion australe
Theridion australe är en spindelart som beskrevs av Banks 1899. Theridion australe ingår i släktet Theridion och familjen klotspindlar. Inga underarter finns listade i Catalogue of Life.